# Pontarfynach
Pontarfynach är en community och ort, även benämnd Devil's Bridge, i Storbritannien.   Den ligger i kommunen Ceredigion och riksdelen Wales, i den södra delen av landet, 270 km väster om huvudstaden London.
Devil's Bridge är slutstation för museijärnvägen Vale of Rheidol Railway från Aberystwyth.